# Theridion xinjiangense
Theridion xinjiangense är en spindelart som först beskrevs av Hu och Wu 1989.  Theridion xinjiangense ingår i släktet Theridion och familjen klotspindlar. Inga underarter finns listade i Catalogue of Life.